# Heather Mills
Pour les articles homonymes, voir Mills.

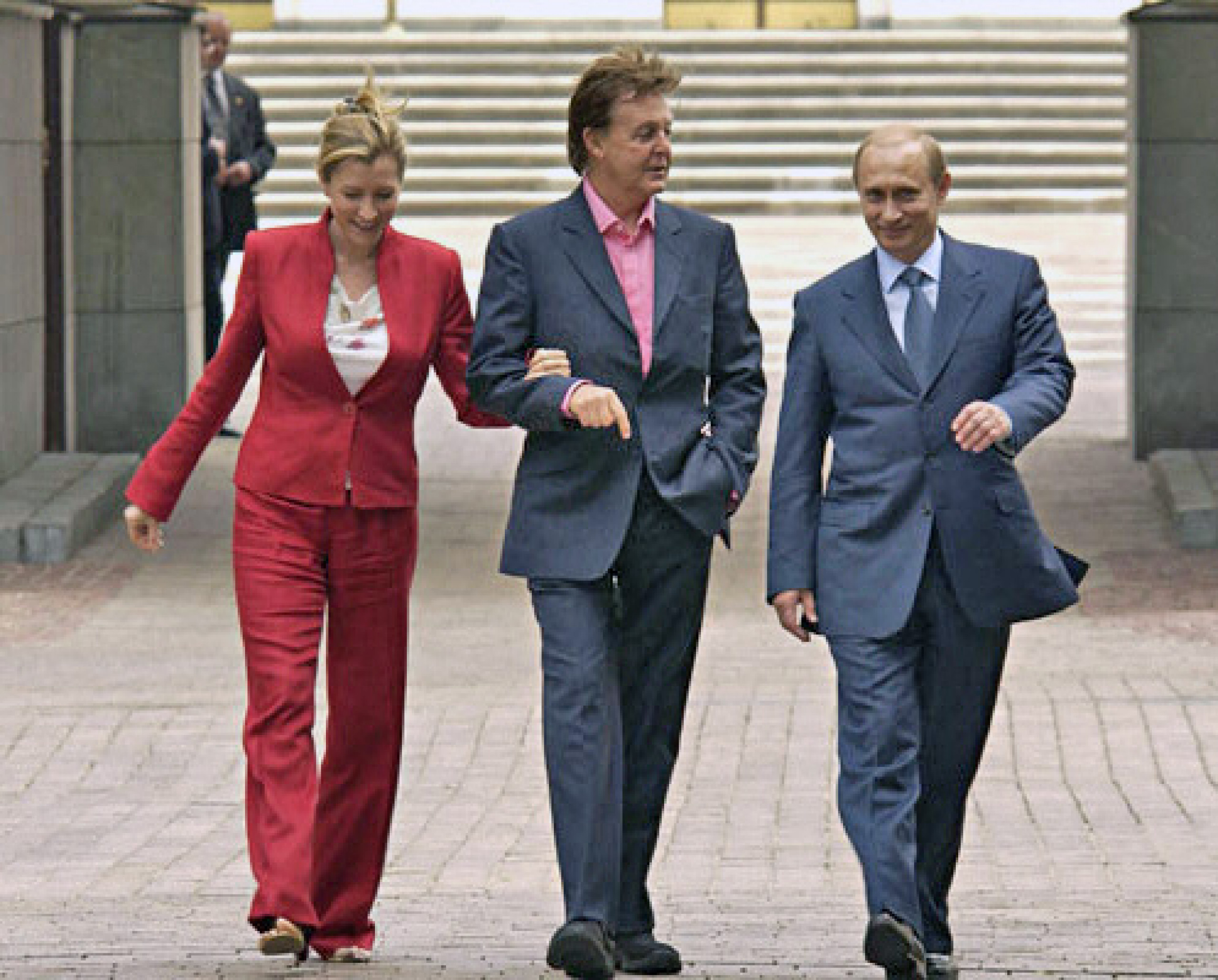
Heather et Paul McCartney avec Vladimir Poutine in 2003.

Heather Mills (née le 12 janvier 1968 à Aldershot, Angleterre) est un ex-mannequin britannique, ambassadrice des Nations unies (ONU) pour la lutte contre les mines anti-personnel.

## Biographie
Peu après sa naissance, sa famille déménage à Washington, dans le Tyne and Wear, où elle fréquente la Usworth School.
En 1993, à la suite d'une collision avec un policier à moto survenue à Londres, elle est amputée d'une partie de sa jambe gauche en dessous du genou.
En 2002 elle épouse Paul McCartney, ancien Beatle, quatre ans après le décès de Linda McCartney.
Le 28 octobre 2003 naît leur fille Beatrice Millie.
Heather et Paul McCartney dirigent l'association Adopt-A-Minefield (Adoptez un champ de mines), qui réunit des fonds pour combattre l'utilisation des mines anti-personnel.
Elle participe à Dancing with the Stars.[Quand ?]
En mars 2006, elle se rend à Terre-Neuve pour réaliser une série de photos pour une campagne contre la chasse aux phoques.
Le 17 mai 2006, Paul McCartney annonce qu'il se sépare de sa femme Heather Mills McCartney. Il explique que le couple trouve « de plus en plus difficile de maintenir une relation normale compte tenu des intrusions constantes [de la presse] dans leur vie privée ».
Elle est citée dans les Panama Papers.